# Leszek Możdżer

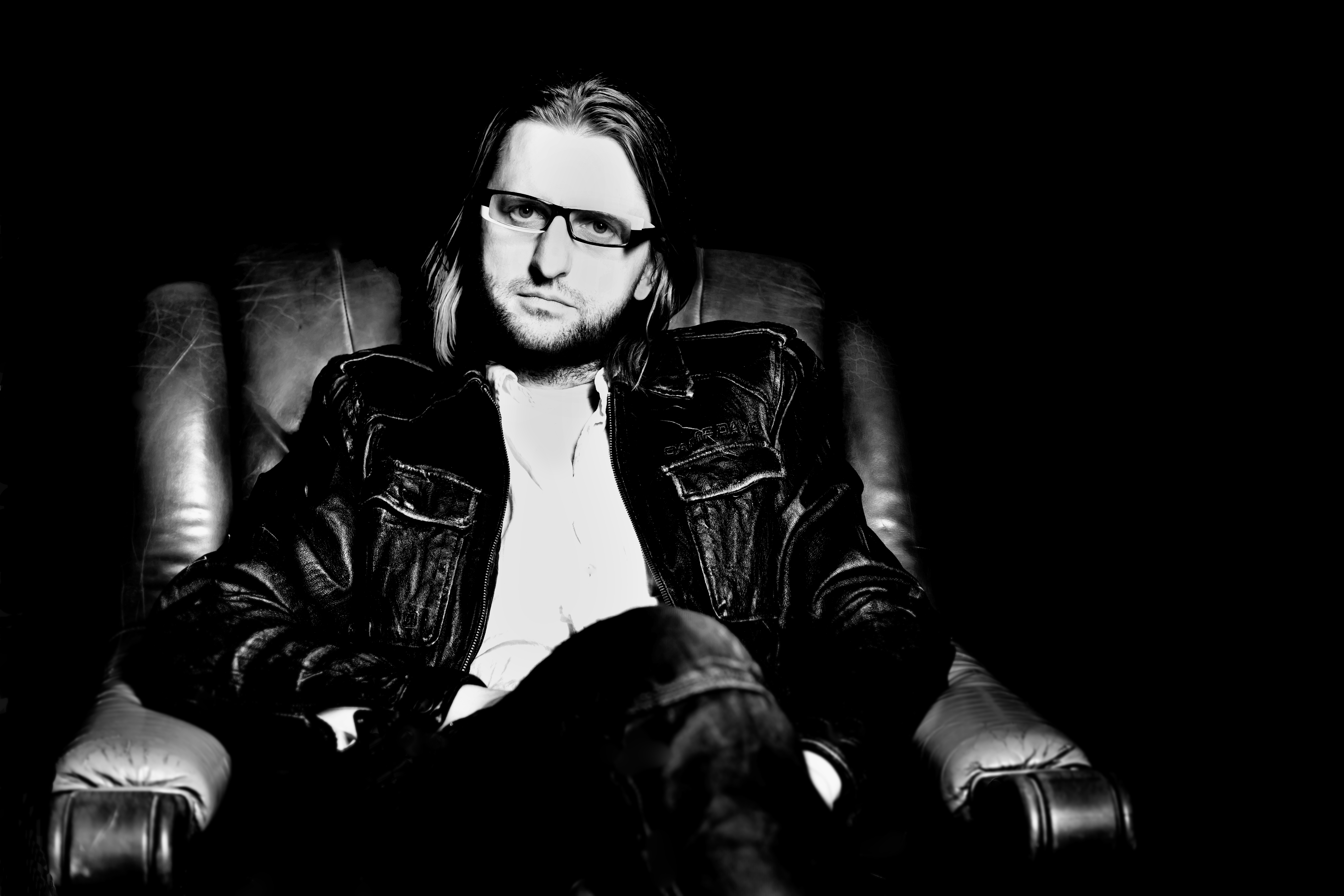
Leszek Możdżer

Leszek Możdżer (Lesław Henryk Możdżer, Gdańsk, 23 de març de 1971) és un destacat pianista, compositor i productor polonès.

## Trajectòria
Toca el piano d'ençà que tenia cinc anys. Ha completat tots els graus de l'educació musical formal fins a llicenciar-se pel Conservatori de Música S. Moniuszko de Gdansk el 1996. Es va interessar pel jazz bastant tard, en el seu últim curs quan tenia divuit anys. Es va introduir al jazz amb la banda d'Emil Kowalski, clarinetista, però el seu debut va tenir lloc en el seu primer assaig amb la banda La Milosc (Amor) el 1991. Un any més tard, va estar guardonat individualment durant l'International Competition Jazz Juniors'92 a Cracòvia.
Fou membre del Zbigniew Namyslowski Quartet i h estat guardonat amb els títols de: Músic més prometedor el 1993 i el 1994, El Millor Pianista des de 1994 fins avui i també El Músic de l'Any el 1995 i el 1996 en l'enquesta entre els lectors de la revista Jazz Forum. Des d'aquell moment el jove pianista continua guanyant nombrosos premis, entre altres:
- Premi de Krzysztof Komeda en 1992 per la Fundació de la Cultura Polonesa
- 1r Premi d'International Jazz Improvisation Competition en Katowice en 1994
- Premi de Mateusz Swiecicki per Ràdio 3 de Ràdio Nacional Polonesa.
- Grand Prix Melòmans: Premi Artista de l'Any 1997 per Associació dels Melòmans de Jazz.
- Fryderyk 1998 El Músic de Jazz de l'Any 1998
- Premi de l'Alcalde de la Ciutat de Gdansk pels assoliments artístics destacats
- Gran Premi de La Fundació de la Cultura Polonesa 2006 per la contribució excepcional en la divulgació de la cultura polonesa. Premi compartit amb Jerzy Jarocki
- Premi del Ministeri d'Exterior per la que promocionen de la cultura polonesa en l'estranger al setembre 2007
- Grand Prix Melòmans: Premi Artista de l'Any 2010 per Associació dels Melòmans de Jazz.
- Fryderyk 2010 'Kaczmarek by Możdżer' El CD de l'Any 2010

En múltiples ocasions Możdżer ha gravat la música per a pel·lícules de cinema amb Zbigniew Preisner, treballa també sovint amb Jan Kaczmarek, un compositor polonès que resideix a Los Angeles (Estats Units) en la 20th Century Fox i Mira Max.
Fou convidat a tocar juntament amb celebritats del jazz polonès com: Tomasz Stañko, Janusz Muniak, Michal Urbaniak i Piotr Wojtasik; també ha treballat amb els artistes internacionals de prestigi com: David Gilmour, Marcus Miller, John Scofield, Naná Vasconcelos, Phil Manzanera, Arthur Blythe, Buster Williams, Billy Harper, Joe Lovano, Pat Metheny i Archie Shepp.
Les improvisacions dels temes de Chopin han reforçat la posició de l'artista i l'han posicionat, a més, d'entre els destacats individualistes i virtuosos del jazz europeu.
Els seus projectes teatrals són també significatius: 
- Hair - Love, rock musical Teatre Musical de Gdynia
- Tango amb Lady M. El Teatre Polonès de la Dansa en Poznan
- El somni d'una nit d'estiu Teatre Musical de Gdynia l'octubre 2001
- Psyhosis Sarah Kane, dirigit per Grzegorz Jarzyna, Düsseldorfer Schauspielhaus
- L'inspector M. Gogol, dirigit per Andrzej Domalik, Teatre Dramatico, Varsòvia,2002
- Mandarines i Taronges Julian Tuwim, dir. W.Koscielniak, Capitol Teatre Musical, Wroclaw 2003
- Vots de Senyoretes d'A.Fredro, dir. Jan Englert, Teatre Nacional, Varsòvia 2007
- Opereta de Witold Gombrowicz, dir. Michal Zadara, Capitol Teatre Musical, Wroclaw 2007.

Możdżer ha fet gires en tots els països europeus, i també als Estats Units, Kazakhstan, Kirguizstan, Brasil, Canadà, Uruguai i Xile, amb un públic de 15.000 espectadors.

## Discografia
Fins al dia d'avui, Mozdzer ha gravat més que 100 àlbums, entre els quals cap destacar els 12 publicats sota el seu propi nom:

### Discs d'estudi
- Chopin - impressions (1994)
- Talk to Jesus (1996) (considerat L'Àlbum de l'Any 1996 segons l'enquesta de la revista Jazz Forum)
- Facing the Wind (1996) duo amb un contrabaixista Americà David Fregissin
- Chopin Demain-Impressions (1999)
- Makowicz vs Możdżer (2004) En Carnegie Hall NYC
- Piano (àlbum)|Piano (2004)
- Możdżer, Danielsson, Fresco – The Time (2005) (El Doble Disc de Platí dos mesos després de la seva publicació)
- Możdżer, Danielsson, Fresco – Between Us And The Light (2006) (El Doble Disc de Platí dues setmanes després de la seva publicació)
- Pasodoble (àlbum)|Pasodoble (2007) Lars Danielsson & Leszek Możdżer
- Firebird V11 (2008) amb Phil Manzanera
- Kaczmarek by Możdżer (2010)
- Komeda (2011) (El Doble Disc de Platí)

### Discs en directe
- Live in Sofia (1997) amb Adam Pieronczyk (anomenat L'Àlbum de l'Any 1998 pels lectors de la revista Jazz Forum)
- Live in Ukraine 2003

### DVD
- Możdżer Danielsson Fresco LIVE CD&DVD, (2007)